# 新茲納米揚卡 (特羅伊齊克區)
49°52′46″N 38°7′33″E / 49.87944°N 38.12583°E
新茲納姆揚卡（烏克蘭語：Новознам'янка）是位於烏克蘭東部的村莊，由盧甘斯克州斯瓦托韋區的特羅伊齊克市鎮負責管轄。該村始建於1910年，面積21.1平方公里，海拔高度170米，2001年人口376，人口密度每平方公里17.8人。